# Bubbling Under R&B/Hip-Hop Singles
O Bubbling Under R & B / Hip-Hop Singles é um gráfico publicado semanalmente pela Billboard nos Estados Unidos. É composto de 25 posições que representam as canções que estão a fazer sucesso para aparecerem no principal gráfico  da Hot R&B/Hip-Hop Singles & Tracks. Muitas vezes, a parada de singles de estreia entra adiantado nessa lista e nunca  no Hot R & B / Hip-Hop Singles & Tracks.
O Bubbling Under R & B / Hip-Hop Singles também pode ser visto como um AddEnum 25 posição para o R & B / Hip-Hop Singles & Tracks, mas o gráfico representa apenas a 25 músicas abaixo da posição # 100, que ainda não apareceram Hot R & B / Hip-Hop Singles. Se uma música estava a ser classificado na posição # 99, mas depois caiu na semana seguinte para uma posição que é comparável à posição # 105, não seriam elegíveis para o Bubbling Under R & B / Hip-Hop Singles Chart porque ele já apareceu no Hot R & B / Hip-Hop Singles & Tracks.